# Le Club des trois (film, 1925)
Pour les articles homonymes, voir Le Club des trois.
Pour plus de détails, voir Fiche technique et Distribution.
Le Club des trois (The Unholy Three) est un film muet américain réalisé par Tod Browning, sorti en 1925.

## Synopsis
Le ventriloque Echo, le colosse Hercule et le nain Tweedledee forment le 'Club des trois', une bande de voleurs de bijoux. Ils ont pour couverture une boutique de vente d'oiseaux, tenue par Echo (grimé en vieille dame). Tweedledee se fait lui passer pour un enfant. Leur prochaine cible est un prestigieux collier.

## Fiche technique
- Titre : Le Club des trois
- Titre original : The Unholy Three
- Réalisateur  et producteur : Tod Browning, pour la Metro-Goldwyn-Mayer
- Producteur non crédité : Irving Thalberg
- Scénario : Waldemar Young, d'après une histoire de Clarence Aaron Robbins (crédité Tod Robbins)
- Directeur de la photographie : David Kesson
- Décors : Cedric Gibbons et Joseph Wright
- Montage : Daniel J. Gray (crédité Daniel Gray)
- Genre : Drame
- Format : Muet - Noir et blanc
- Durée : 68 minutes[1]
- Date de sortie : 
  - États-Unis : 16 août 1925

## Distribution
(dans l'ordre du générique de début)
- Lon Chaney : Professeur Echo, le ventriloque / Mme 'Granny' O'Grady
- Mae Busch : Rosie O'Grady
- Matt Moore : Hector McDonald
- Victor McLaglen : Hercule
- Harry Earles : Tweedledee / Little Willie
- Matthew Betz : Le détective Regan
- Edward Connelly : Le juge
- William Humphreys : L'avocat de la défense
- A. E. Warren : Le procureur général

Et, parmi les acteurs non crédités
- Carrie Daumery : Une cliente
- Louis Morrison : Le commissaire de police
- Marjorie Morton : Mme Arlington
- John Merkyl : Le bijoutier
- Walter Perry : Le bonimenteur
- Charles Wellesley : John Arlington
- Percy Williams : Le domestique

## Remake
- 1930 : Le Club des trois (The Unholy Three), remake parlant réalisé par Jack Conway, avec Lon Chaney personnifiant à nouveau Echo (son dernier rôle avant sa mort), Ivan Linow (Hercule) et Harry Earles — jouant le nain Hans dans La Monstrueuse Parade (1932) du même Tod Browning —, reprenant lui aussi le rôle de Tweedledee.